# Bukovec (okres Myjava)
Bukovec (německy Bukowetz, maďarsky Berencsbukóc) je obec na západě Slovenska v okrese Myjava. Žije zde 424 obyvatel. První písemná zmínka o obci pochází z roku 1592, jiné prameny však hovoří o roku 1609.

## Kultura a zajímavosti

### Památky
- Jednolodní barokně-klasicistní evangelický kostel s představěnou věží z let 1824-1829.
- Původně renesanční římskokatolický kostel svatého Jana Nepomuckého ze 17. století.